# Малое Третьяково
Малое Третьяково — деревня в Белозерском районе Вологодской области.
Входит в состав Глушковского сельского поселения, с точки зрения административно-территориального деления — в Глушковский сельсовет.
Расстояние по автодороге до районного центра Белозерска составляет 18 км, до центра муниципального образования деревни Глушково — 11 км. Ближайшие населённые пункты — Большое Третьяково, Давыдовская, Лукино.
Население по данным переписи 2002 года — 3 человека.